# Sainc
Sainc – polska grupa muzyczna wykonująca szeroko pojętą muzykę heavymetalową.

## Historia
Powstała pod koniec 2004 roku w Gdańsku. Grupa początkowo pod nazwą Stillborn Again Incorporation występowała w składzie: Svierszcz (gitara basowa) znany z występów w grupie Yattering, Cacek (gitara), Ari (perkusja), Raven (gitara) i Wołas (śpiew). W 2005 roku z zespołu odszedł wokalista Wołas. Tego samego roku grupa przyjęła nazwę Sainc oraz zmieniła styl wykonywanej muzyki. 
W kwietniu 2005 roku grupa przystąpiła do organizacji artystycznej Noisenation związanej z grupą Sweet Noise. Grupa odbyła również szereg koncertów w Polsce, wspierając występy takich grup jak Acid Drinkers, Lipali, Indukti, Guess Why czy Chassis. W czerwcu 2005 roku ukazało się demo zespołu pt. Demo 2005 wyprodukowane przez Tomasza "Lipę" Lipnickiego, lidera grupy Lipali. 
W październiku do zespołu dołączył klawiszowiec DJ Duff, natomiast pod koniec roku dołączyła wokalistka - Paszcza. Na początku 2006 roku grupę opuściła Paszcza, którą zastąpił BenBen, występujący wcześniej w takich grupach jak Blindhead, About czy Scoorviel. 
W lutym 2007 roku z zespołu odszedł klawiszowiec DJ Duff. Tego samego roku grupa zagrała koncert w ramach zawodów w kolarstwie ekstremalnym Heyah Superliga. W 2008 roku z grupy odeszli gitarzysta RaveN i wokalista BenBen. W 2009 roku do zespołu dołączył drugi gitarzysta występujący pod pseudonimem Docent. W 2009 roku ukazał się debiutancki album grupy pt. Pathogen. Okładkę wydawnictwa przygotował Krzysztof Iwin, który współpracował z grupą Yattering. 21 czerwca 2010 roku ukazał się drugi album studyjny formacji zatytułowany Schizis.

## Muzycy
| Obecny skład zespołu - Marcin "Svierszcz" Świerczyński - gitara basowa, śpiew (od 2004) - Jack "Cacek" Cackowski - gitara (od 2004) - Mariusz "Docent" Dziarkowski - gitara (od 2009) - Tomasz "Czubdrummer" Duc - perkusja (od 2010) | Byli członkowie zespołu - Wołas - śpiew (2004-2005) - Rafał "RaveN" Sikora - gitara (2004-2008) - Dj Duff - instrumenty klawiszowe (2005-2007) - Paszcza - śpiew (2005-2006) - BenBen - śpiew (2006-2008) - Arkadiusz "Ari" Kulesza - perkusja (2004-2010) |

## Dyskografia
- DEMO 2005 (demo, 2005)
- Pathogen (album, 2009)
- Schizis (album, 2010)
- Live Konvent Gdansk 2010 (album koncertowy, 2010)